# Penelope jacucaca
La pava de cola negra o pava yacucaca (Penelope jacucaca) es una especie de ave en la familia Cracidae. 

## Distribución y hábitat
Es endémica de la Caatinga del noreste de Brasil. Está amenazada por la pérdida de su hábitat y la cacería.